# Plarium
Plarium és una empresa desenvolupadora de jocs socials i mòbils especialitzada en jocs d'estratègia multijugador massiu en línia. L'empresa va ser fundada en 2009, té la seu en Herzliya, Israel i compta amb quatre oficines i estudis de desenvolupament en tot Europa i als Estats Units. Plarium té una base d'usuaris global de més de 250 milions de jugadors i els seus jocs estan disponibles per a navegador i a les xarxes de socials, incloent Facebook, VK, Odnoklassniki i Mail.ru. Els jocs per a mòbils de Plarium estan disponibles en dispositius iOS i Android.

## Història
Plarium va ser fundada en 2009 i va començar desenvolupant videojocs per al mercat de jocs casuals d'Europa de l'Est, com Farmandia a la xarxa social russa VKontakte. En 2011, Plarium va passar a centrar-se en desenvolupar jocs d'estratègia multijugador massius en línia, i al febrer d'aquell any, va llançar Total Domination, que va arribar a tenir més de 20 milions d'usuaris.
Stormfall: Age of War de Plarium va ser considerat un dels "millors jocs" durant el seu llançament en 2012, i una de les apps de Facebook de major creixement en termes d'usuaris actius mensuals.
En 2013 Facebook va reconèixer a Soldiers, Inc. com un dels millors jocs socials de l'any.
VentureBeat va esmentar a Plarium com una de les empreses de videojocs independents que segueixen prioritzant els jocs socials en la plataforma de Facebook. Els jugadors de Plarium actualment juguen una mitjana de tres sessions al dia en Facebook.
En 2017, l'empresa va ser adquirida per l'empresa australiana Aristocrat Leisure.

## Llista de jocs desenvolupats per Plarium
| Joc                            | Llançament | Plataforma(s)     |
| Total Domination               | 2011       | PC                |
| Pirates: Tides of Fortune      | 2012       | PC                |
| Stormfall: Age of War          | 2012       | PC                |
| Soldiers Inc.                  | 2013       | PC                |
| Sparta: War of Empires         | 2014       | PC                |
| Stormfall: Rise of Balur       | 2015       | iOS, Android i PC |
| Nords: Heroes of the North     | 2015       | PC                |
| Vikings: War of Clans          | 2015       | iOS, Android i PC |
| Throne: Kingdom at War         | 2016       | iOS, Android i PC |
| Soldiers Inc: Mobile Warfare   | 2016       | iOS i Android     |
| Terminator Genisys: Future War | 2017       | iOS i Android     |
| Family Zoo: The Story          | 2017       | iOS i Android     |
| Stormfall: Saga Of Survival    | 2018       | iOS, Android i PC |
| Lost Island: Blast Adventure   | 2018       | iOS i Android     |
| RAID: Shadow Legends           | 2019       | iOS, Android i PC |
| Mech Arena                     | 2021       | iOS, Android i PC |